# Piet Borst
Piet Borst (Amsterdam, 5 juli 1934) is een Nederlands arts-biochemicus, moleculair bioloog en kankeronderzoeker. Hij is emeritus hoogleraar klinische biochemie en moleculaire biologie aan de  Universiteit van Amsterdam, emeritus wetenschappelijk directeur en directie voorzitter van het Nederlands Kanker Instituut (NKI) en het Antoni van Leeuwenhoekziekenhuis. Daar werkte hij tot eind 2016 nog als fulltime laboratoriumonderzoeker en daarna als adviseur bij onderzoek.

## Loopbaan
Hij studeerde van 1952 tot 1958 en in 1961-1962 geneeskunde aan de Universiteit van Amsterdam. In 1961 promoveerde hij bij Bill Slater cum laude op onderzoek naar energiestofwisseling in kankercellen. Twee jaar later deed hij zijn artsexamen. 
Vervolgens werkte hij twee jaar bij Nobelprijswinnaar Severo Ochoa aan de New York-universiteit. Na terugkomst in Nederland in 1965 werd hij lector Fysiologische Chemie (de oude naam voor biochemie) aan de Universiteit van Amsterdam (UvA) en in 1969 hoogleraar. Vanaf 1966 was Borst ook hoofd van de Afdeling Medische Enzymologie en Moleculaire Biologie, een apart onderdeel van de grote vakgroep Biochemie, die gehuisvest was op het Wilhelmina Gasthuis terrein in het toenmalige Jan Swammerdam Instituut, waarvan hij ook een tijd directeur is geweest.
Van 1972-1980 was Borst tevens (in deeltijd) directeur van het Dierfysiologisch Instituut van de UvA en hij zette daar de eerste Afdeling voor Moleculaire Biologie op in de Biologie Faculteit. Van 1979-1981 fungeerde Borst als voorzitter van de vakgroep Biochemie (UvA).
In 1983 werd Borst wetenschappelijk directeur van het Nederlands Kanker Instituut, NKI / Antoni van Leeuwenhoekziekenhuis, AVL en vanaf 1987 ook directievoorzitter. Hij hield een parttime aanstelling bij de UvA als bijzonder hoogleraar klinische Biochemie en Moleculaire Biologie tot 2005. Bij zijn pensionering in 1999 trad hij af als directeur en werd hij staflid van het NKI-AVL. Dat is hij nog steeds. Tot 2016 was Borst direct betrokken bij eigen wetenschappelijk werk; toen was zijn onderzoeksgeld op.

## Familie
Piet Borst is het derde kind in een gezin met zes kinderen van vader prof. dr. J.G.G. Borst, hoogleraar Interne Geneeskunde, Universiteit van Amsterdam, en moeder Alida de Geus, tandarts. Hij is getrouwd met Jinke C.S. Houwing, klinisch psycholoog en psychotherapeut (overleden in 2023) en hij heeft drie kinderen, zeven kleinkinderen en één achterkleinkind. Zijn vrije tijd spendeert Borst aan zijn gezin, tennis, skiën, bridge, cello spelen en het beluisteren van klassieke muziek. Hij was een zwager van minister van Staat Els Borst.

## Publieksactiviteiten
In zijn studententijd was Borst lid en bestuursvoorzitter van de Amsterdamse Studenten Toneelvereniging van het Amsterdamse Studentencorps. Van die toneelervaring heeft hij later in zijn colleges en in zijn wetenschappelijke voordrachten geprofiteerd. In 1954 werd Borst lid van de redactie van het Amsterdamse Studentenblad Propria Cures (PC). Andere redactieleden in die tijd waren onder meer  Renate Rubinstein, Aad Nuis, Joop Goudsblom en Jan Eijkelboom. De redactiestukken riepen vaak boze reacties op in de pers en leidden tot vragen in de Tweede Kamer. Het waren vooral de aanvallen op het (katholieke) geloof en op het incapabel geachte Indonesië-beleid van de regering, die consternatie gaven.
Eind jaren zeventig kwam Borst in de publiciteit als verdediger van de nieuwe recombinant-DNA-technologie. De discussie liep hoog op en Borst was een van de weinige biochemici die bereid was om de pers te woord te staan. Zijn standpunt in die kwestie is nu algemeen geaccepteerd.
In 1993 werd Borst columnist van  NRC Handelsblad en tot juni 2016 heeft hij iedere vier weken een column bijgedragen aan de wetenschapsbijlage van dat blad. In 2023 heeft hij daar nog 3 inval columns aan toegevoegd. In zijn columns schreef Borst over nieuwe ontwikkelingen in geneeskunde en biologie, wetenschapspolitiek, en randverschijnselen zoals alternatieve geneeswijzen, pseudowetenschap, fraude in de wetenschap, en wetenschap en religie. Vooral na columns met titels als: “Homeopathie”, “Jomanda”, “God? Nee dank u”, werd de redactie bestookt met ingezonden brieven. Een selectie van deze columns is verschenen in twee boeken: “De vioolspelende koe en andere muizenissen” verschenen bij Bert Bakker in 1999; en “Gezonde twijfel”, verschenen in 2010 bij uitgeverij Nieuwezijds, Amsterdam. De laatste bundel bevat ook een inleiding waarin Borst zijn jeugd en carrière beschrijft. Als directeur van het NKI-AVL heeft Borst ook bijgedragen aan informatie over kanker, in interviews, radio- en televisieprogramma’s en voordrachten.

## Wetenschappelijk werk
Hoewel Borst organisatorisch werk heeft gedaan, is de wetenschapsbeoefening toch altijd zijn belangrijkste interesse en drijfveer geweest en gebleven. In zijn wetenschappelijke carrière (1958-2015) heeft Borst zich met diverse onderwerpen beziggehouden. Dit onderzoek valt globaal in vijf hoofdgebieden:

##### Onderzoek aan kanker
Dit begon met zijn promotieonderzoek, waarin hij aantoonde dat de mitochondriën in kwaadaardige tumorcellen volstrekt normaal zijn, in tegenstelling tot wat de fameuze Duitse biochemicus Otto Warburg daarover had beweerd. Borst keerde terug naar het kankeronderzoek toen hij in 1983 wetenschappelijk directeur werd van het NKI-AVL. Hij begon toen onderzoek naar de wijze waarop kankercellen resistent worden tegen chemotherapie. Zijn lab vond dat transporteiwitten in de celmembraan die gebruikt worden door kankercellen om zich tegen chemotherapie te beschermen ook een belangrijke rol spelen bij de bescherming van normale weefsels tegen toxische stoffen, met name in de darm en in de bloed-hersenbarrière.

##### Aangeboren stoornissen in de stofwisseling
Als een zijlijn van zijn promotieonderzoek vond Borst in 1961 de malaat-aspartaat shuttle, ook nu nog weleens de Borst-cyclus genoemd. Later bleek deze cyclus een belangrijk onderdeel van de normale stofwisseling te zijn. In 1972 startte Borst een onderzoek over lysosomale stapelingsziekten, gericht op het vinden van een enzymvervangingstherapie. Dat onderzoek werd overgenomen door collega Jozeph Tager en deze onderzoekslijn loopt nog steeds in het huidige AMC in Amsterdam. In de jaren tachtig raakte Borst betrokken bij het onderzoek van de kinderartsen in het AMC over peroxisomale ziekten, zoals het syndroom van Zellweger. De samenwerking leidde tot de ontwikkeling van de eerste prenatale test voor het syndroom van Zellweger, een onderzoekslijn die nu nog steeds doorloopt in het AMC. Recent startte Borst een onderzoek naar de oorzaak van pseudoxanthoma elasticum (PXE) en dit leidde in 2014 tot de identificatie van de oorzaak van deze mysterieuze ziekte. De oplossing van dit mysterie heeft ook nieuwe vormen van therapie voor deze aangeboren stofwisselingsstoornis dichterbij gebracht.

##### Vermenigvuldiging van virussen die bacteriën infecteren
Met Weissmann en Ochoa bestudeerde Borst als postdoc in New York de vermenigvuldiging van virussen die bacteriën infecteren. Dit leidde tot inzicht in de bijzondere eigenschappen van duplex-RNA en in de wijze waarop RNA virussen hun genetisch materiaal vermenigvuldigen.

##### Aanmaak van mitochondriën
Terug in Amsterdam in 1965, onderzocht Borst de aanmaak van mitochondriën. Met de elektronenmicroscopist Ernie van Bruggen vond hij dat vertebraat mitochondriaal DNA uit relatief kleine cirkels bestaat, die maar weinig genetische informatie bevatten, zodat het gros van de mitochondriale eiwitten door kerngenen gecodeerd moeten worden. Het DNA in gistmitochondriën bleek 5 maal groter en ook introns te bevatten. Het Borst-lab droeg ook bij aan de karakterisering van de synthese van mitochondriaal DNA en de genen daarin.

##### Eencellige parasieten, de kinetoplastida
In 1972 begon Borst met een nieuwe lijn van onderzoek over een groep van eencellige parasieten, de kinetoplastida, waartoe belangrijke parasieten van de mens zoals de trypanosomen en Leishmania behoren. Dit onderzoek begon met het bijzondere mitochondriale DNA van deze parasieten, waarin Borst een belangrijke nieuwe component ontdekte, maar werd uiteindelijk een hoofdlijn in zijn lab die tot een aantal ontdekkingen heeft geleid, zoals het glycosoom, een organel waarin het hele glycolytische systeem van kinetoplastida is opgeslagen; het mechanisme van de antigene variatie waarmee Afrikaanse trypanosomen weten te ontsnappen aan ons immuunsysteem; transsplicing; en een nieuwe bouwsteen in het DNA van deze organismen, base J. Hoe base J wordt aangemaakt in de cel en wat de functie er van is, heeft het Borst-lab uiteindelijk ook op weten te lossen.

## Koninklijke onderscheidingen
- 1999 Commandeur in de Orde van de Nederlandse Leeuw
- 2007 Honorary Foreign Commander of the British Empire (CBE)

## Wetenschappelijke prijzen
- 1981	Royal Dutch/Shell-prize for the Life Sciences (Netherlands)
- 1984	Paul-Ehrlich und Ludwig-Darmstaedter Prize, Germany (shared with Prof. George Cross)
- 1984	F.M.V.V. Prize of the Dutch Federation of Medical Scientific Societies
- 1989	Howard Taylor Ricketts Award of the University of Chicago, USA
- 1990	Dr. G. Wander award of the Wander Foundation in Bern, Switzerland
- 1990	Gold medal of the Genootschap voor Natuur-, Genees- en Heelkunde in Amsterdam
- 1992	Dr. H.P. Heineken prize for biochemistry and biophysics of the Royal Netherlands Academy of Sciences
- 1992	Gold medal of the Robert Koch Foundation in Cologne, Germany
- 1993	Prof.dr P. Muntendam prize of the Dutch Cancer Society
- 1999	Silver Medal of merit of the City of Amsterdam
- 1999	Medal of the University of Amsterdam for exceptional contributions to the university
- 2000	Hamilton Fairley Award for Clinical Research, European Society for Medical Oncology, Hamburg
- 2007	The distinguished Service Award, awarded at the Miami Nature Biotechnology Winter Symposium, Miami Beach, Florida, USA
- Honorary foreign Commander of the British empire (CBE).
- 2010	Gebroeders Bruinsma Erepenning van de Nederlandse Vereniging tegen de Kwakzalverij, Amsterdam
- 2023	Lasker-Koshland Special Achievement Award[1][2]in Medical Science.

## Lidmaatschap van wetenschappelijke academiën
- 1978 Koninklijke Nederlandse Akademie van Wetenschappen
- 1983 Koninklijke Hollandsche Maatschappij der Wetenschappen
- 1986 Foreign Member of the Royal Society of London
- 1989 Academia Europaea
- 1991 Foreign Member of the National Academy of Sciences, Washington, USA
- 1995 Foreign Honorary Member of the American Academy of Arts and Sciences, USA
- 2009 Fellow of the European Academy of Cancer Sciences

## Eredoctoraten
- 2003 Universiteit Leiden
- 2007 University of Dundee, Scotland
- 2019 Universiteit van Bern (Zwitserland)

## Functies bij wetenschappelijke tijdschriften
- 1972-1982	Editor Biochimica et Biophysica Acta
- 1978-1983	Editor Plasmid
- 1979-1988	Advisory Editor International Review of Cytology
- 1980-heden	Advisory Editor Laboratory Techniques in Biochemistry and Molecular Biology
- 1981-1983	Editor EMBO Journal
- 1982-1987	Managing Editor Biochimica et Biophysica Acta
- 1983-1988	Associate Editor of Cell
- 1985-2010	Editor Trends in Genetics
- 1986-1988	Member Editorial Board of Nucleic Acids Research
- 1986-2007	Member Editorial Board of Molecular and Biochemical Parasitology
- 1989-1992	Editor The New Biologist
- 1990-2009	Member Editorial Board Current Opinion in Genetics and Development
- 1990-1995	Advisory Editor European Journal of Cancer
- 1993-1999	Member Board of Reviewing Editors Science
- 1993-1996	Member Editorial Board The Faseb Journal
- 1997-2010	Member Editorial Board Drug Resistance Updates
- 1999-2010	Member Genome Biology Advisory Board.
- 2000-2004	Member Editorial Board Proc. Natl. Academy of Sciences, USA

## Voornaamste organisatorische en adviesfuncties in Nederland
- 1973 – 1977	Lid FUNGO Bestuur
- 1977 – 1979	Lid van de "Commissie belast met het Toezicht op de Genetische Manipulatie"
- 1978 – 1983 	Lid van de jury van de Dr. H.P. Heineken Prijs voor de Biochemie en de Biophysica
- 1979 – 1982	Lid van de ad-hoc Commissie Recombinant DNA
- 1981 – 1984	Lid van de Evaluatiecommissie Biotechnologie van ZWO
- 1981 – 1987	Lid van de Wetenschappelijke Raad van het KWF
- 1989 – 1992	Lid van het NWO Gebiedsbestuur voor de Medische Wetenschappen
- 1996 –  1997	Lid van de Internationale Evaluatiecommissie van NWO (de Commissie Rinnooy Kan)
- 1999 – 2009	Lid Bestuur Sylvia Tóth Stichting
- 2000 – 2001	Lid van de Adviescommissie van het Ministerie van Economische Zaken en van OC & W (Kennis Infrastructuur Genomics)
- 2001 – 2002	Voorzitter Gezondheidsraadcommissie “Stamcellen voor transplantatie”
- 2005                Lid van de NWO Taskforce Nationaal Programma voor Investering in Grootschalige Onderzoeksfaciliteiten
- 2007 – 2010 	Lid van het Innovatieplatform, een kleine denktank, voorgezeten door de Nederlandse Minister President
- 2015 - 2016     Lid van de jury van de Heineken Prijs voor Geneeskunde.

## Voornaamste internationale wetenschappelijke en organisatorische functies
- 1978 – 1984	Gekozen lid EMBO Council (1982 – 1984 Plaatsvervangend voorzitter)
- 1985 – 1991	Lid van de Wetenschappelijke Adviesraad van het EMBL in Heidelberg, Duitsland. (1988 – 1991 Voorzitter)
- 1986 – 1990	Lid van de Wetenschappelijke Adviesraad van het Basel Institute for Immunology, Zwitserland
- 1986 – 1993	Lid van de Wetenschappelijke Adviesraad van het Institute of Molecular Pathology, Wenen, Oostenrijk
- 1991 – 2004 	Lid van het Scientific Committee of the Foundation Louis Jeantet, Genève, de jury van de Louis Jeantet Prijs (vanaf 1997 President van de jury), Zwitserland
- 1992 – 1998	Lid van de Wetenschappelijke Adviesraad van het Swiss Institute for Experimental Cancer Research (ISREC), Lausanne, Zwitserland
- 1994 – 2000	Lid van de Wetenschappelijke Adviesraad van het Imperial Cancer Research Fund, Londen, GB
- 1999 – 2005 	Lid van de Wetenschappelijke Adviesraad van het Zentrum für Molekulare Biologie, Heidelberg, Duitsland
- 2000 – 2005	Lid van het External Scientific and Strategic Committee (CEOSS) van het Pasteur Instituut, Parijs (vanaf 2004 ook voorzitter), Frankrijk
- 2000 – 2006	Commissaris Schering A.G. Berlijn, Duitsland
- 2004 – 2008 	Voorzitter van de Wetenschappelijke Adviesraad van het Fritz-Lipmann Institut, Jena, Duitsland
- 2005 – 2012	Lid van de Wetenschappelijke Adviesraad van het Londen Research Institute
- 2005 – 2012	Lid van de Board of Scientific Governors of The Scripps Research Institute, USA
- 2013 – 2016	Lid van de Wetenschappelijke Adviesraad European Research Institute for the Biology of Ageing (ERIBA), Groningen

## Wetenschappelijke ontdekkingen
1. Malaat-aspartaat shuttle (“Borst cyclus”), een nieuwe belangrijke weg voor de reoxidatie van NADH in het cytosol door mitochondriën (1).
2. Bacteriofaag-RNA-replicase houdt matrijs en dochter streng gescheiden tijdens RNA-synthese; duplex-RNA is geen intermediair in de RNA-synthese, maar een isolatie artefact (2).
3. Het vertebraat mitochondriale DNA bestaat uit kleine duplexcirkels (3), allemaal met dezelfde DNA-sequentie, zoals aangetoond door kwantitatieve DNA-renaturatieproeven (4). Het gevolg is dat het gros van de mitochondriale eiwitten niet gecodeerd kan worden door mitochondriaal DNA, maar geïmporteerd moet worden.
4. Ontwikkeling van ethidium-agarose-electroforese  (5) voor de scheiding van DNA-topo-isomeren; bewijs dat lineaire DNA-moleculen als slangen door de gel bewegen (5).
5. Het glycosoom, een nieuw organel, verwant aan peroxisomen, dat het glycolytische enzymsysteem bevat in trypanosomen en verwante eencellige parasieten (6).
6. De mitochondriale genen van de gist Saccharomyces kunnen introns bevatten (7, 8).
7. DNA-transpositie is een belangrijk mechanisme voor de antigene variatie in Afrikaanse trypanosomen (9-12).
8. Transplicing is een essentiële stap in de synthese van alle trypanosoom-mRNAs (13-17).
9. Groei en contractie van de einden van chromosomen, de telomeren (18); trypanosoomtelomeren eindigen in gerepeteerde sequenties : (GGGTTA)n (19).
10. Introductie van PFG-elektroforese voor de scheiding van chromosoom-DNA-moleculen van verschillende protozoa (20, 21).
11. De eerste prenatale test voor het syndroom van Zellweger, een fatale aangeboren stoornis in de peroxisoombiosynthese (22).
12. Hoe P-glycoproteïnen (ABCB1), die geneesmiddelen transporteren, ons beschermen tegen toxines, met name in de bloed-hersenbarrière (23) en in de darm (orale beschikbaarheid van geneesmiddelen) (24, 25).
13. Met Mdr2/MDR3 (ABCB4) P-glycoproteïne is een fosfatidylcholinetranslocator, vereist voor galvorming (26).
14. Identificatie van het eerste ABC-transporteiwit in een eencellige parasiet, Leishmania, het PGP-A-gen (nu LtpgpA). Dit transporteiwit geeft arsenietresistentie en het gen is omringd door directe en antiparallelle DNA-repeterende sequenties die genamplificatie mogelijk maken (27-29). Dit was het eerste voorbeeld van een ABCC-type transporteiwit. Later heeft Ouellette in zijn eigen lab aangetoond dat LtpgpA een arseniet-GSH-transporteiwit is dat betrokken is bij antimoonresistentie bij patiënten.
15. J, een nieuwe base in het DNA van typanosomen en gerelateerde parasieten (30, 31).
16. Variatie in de transferrinereceptor stelt Afrikaanse trypanosomen in staat om transferrine op te nemen in verschillende zoogdieren, ondanks de snelle evolutie van zoogdiertransferrines (32, 33).
17. De identificatie van de hydroxylasen die de eerste stap in de biosynthese van base J katalyseren (34) en de identificatie van J als een essentieel terminatie signaal in de RNA-synthese in Leishmania (35).
18. De identificatie van additionele leden  van de MRP (ABCC) familie van eiwitten die geneesmiddelen transporteren (36-38). Identificatie van nieuwe endogene substraten voor MRP3 (ABCC3) en BCRP (ABCG2): fyto-oestrogeenconjugaten (39, 40); MRP4 (ABCC4): prostaglandinen (41); en MRP5 (ABCC5): N-lactoyl-aminozuren, niet eerder ontdekte metabolieten in zoogdieren (42), en glutamaatconjugaten (43).
19. Het eerste muizentumormodel dat geschikt is om het mechanisme van primaire en verworven resistentie tegen antikankermiddelen te bestuderen (44-46).
20. Identificatie van nieuwe eiwitten die de eindresectie van DNA remmen, REV7 (47) en HELB (48), die beiden kunnen bijdragen aan geneesmiddelenresistentie in een muizenmammatumormodel.
21. Identificatie van het “Volume-Regulated Anion Channel” (VRAC) als een kanaal dat bijdraagt aan de opname van platina-bevattende antikanker middelen in cellen (49).
22. Pseudoxanthoma elasticum, een aangeboren stoornis in de calciumhuishouding, veroorzaakt door afwezigheid van functioneel MRP6 (ABCC6) in de lever, wordt veroorzaakt door verlaagd plasma pyrofosfaat (PPi). MRP6 zorgt voor ATP export uit cellen, dat snel wordt omgezet in PPi door exonucleotidasen (50, 51).